# Sem Palavras (canção)
"Sem Palavras" é o segundo single da banda brasileira de rock-ska Móveis Coloniais de Acaju.

## História
Fez parte do álbum C mpl te. Lançado em 2007, o single foi listado em vigésimo primeiro lugar entre as 50 melhores músicas do ano, pela revista Rolling Stone.
A canção foi incluída em uma coletânea de bandas independentes brasileiras lançada em 2008 pela revista francesa Brazuca.